# Jeffrey Lynch
Jeffrey Lynch (...) è un regista e animatore statunitense.
Conosciuto per il suo lavoro sulla serie animata I Simpson, ha lavorato anche come regista alla seria animata Futurama.
Ha inoltre lavorato come artista dello storyboard a diverse produzioni di Sam Raimi, fungendo da aiuto regista nei film del regista Spider-Man, Spider-Man 2 e Spider-Man 3.

## Biografia
Dopo aver iniziato come animatore nel film Taron e la pentola magica, è approdato alla serie televisiva I Simpson, di cui è diventato uno dei registi nelle prime stagioni. Il suo primo incarico fu la regia, in coppia con Brad Bird, dell'episodio Tale padre, tale clown. In seguito, dopo l'abbandono della serie, Bird chiamò Lynch per collaborare al suo primo lungometraggio, Il gigante di ferro. Lynch fu aiuto regista e capo degli storyboard. Nel 2003, diresse due episodi della serie animata Futurama
Tra gli episodi dei Simpson più famosi da lui diretti ci sono Chi ha sparato al signor Burns?, Lisa contro Malibu Stacy e L'infuriato Abe Simpson e suo nipote brontolone in "La maledizione del pescediavolo battagliero".

## Filmografia
- Taron e la pentola magica (1985)
- I Simpson - serie TV (1990-1996)
- Il gigante di ferro (1999)
- Futurama - serie TV (2003)